# Картер, Хейли
Хейли Картер (англ. Hayley Carter; род. 17 мая 1995, Чаттануга, Теннесси) — американская теннисистка, победительница двух турниров WTA и 11 турниров WTA 125 и ITF в парном разряде.

## Карьера
В детстве Картер играла в теннисной академии Smith Stearn’s. Она выиграла 14 чемпионатов штата Южная Каролина. В период с 2009 по 2012 год выиграла три титула ITF Junior Circuit в одиночном разряде, а также один титул в парном разряде. Является бессменным лидером Конференции Атлантического побережья по количеству побед в женском теннисе в одиночном разряде (с 168 победами). В дальнейшем выступала в основном в женском парном разряде.
С 2020 года играла в лиге World TeamTennis.

## Победы
| Nr. | Дата             | Турнир                           | Категория         | Покрытие | Партнер                     | Финал                                                               | Результат        |
| --- | ---------------- | -------------------------------- | ----------------- | -------- | --------------------------- | ------------------------------------------------------------------- | ---------------- |
| 1.  | 2 Августа 2014   | США Fort Worth                   | ITF $10.000       | Твердое  | Сингапур — Stefanie Tan     | США — Catherine Harrison · США — Mary Weatherholt                   | 6:3, 6:3         |
| 2.  | 23 Июня 2018     | США Baton Rouge                  | ITF $25.000       | Твердое  | США — Ena Shibahara         | Австралия — Astra Sharma · Румыния — Gabriela Talabă                | 6:3, 6:4         |
| 3.  | 4 Августа 2018   | США Lexington                    | ITF $60.000       | Твердое  | США — Ena Shibahara         | США — Sanaz Marand · Мексика — Victoria Rodríguez                   | 6:3, 6:1         |
| 4.  | 6 Октября 2018   | США Stockton                     | ITF $60.000       | Твердое  | США — Ena Shibahara         | США — Quinn Gleason · Бразилия — Luisa Stefani                      | 7:5, 5:7, [10:7] |
| 5.  | 27 Января 2019   | США WTA Challenger Newport Beach | WTA Challenger    | Твердое  | США — Ena Shibahara         | США — Taylor Townsend · Бельгия — Yanina Wickmayer                  | 6:3, 7:6         |
| 6.  | 23 Февраля 2019  | США Rancho Santa Fe              | ITF $25.000       | Твердое  | США — Ena Shibahara         | США — Francesca Di Lorenzo · США — Catherine McNally                | 7:5, 6:2         |
| 7.  | 8 Июня 2019      | США Bethany Beach                | ITF $25.000       | Грунт    | США — Usue Maitane Arconada | Босния и Герцеговина — Dea Herdželaš · Словакия — Tereza Mihalíková | 6:4, 6:4         |
| 8.  | 22 Июня 2019     | США Denver                       | ITF $25.000       | Твердое  | Черногория — Vladica Babić  | США — Brynn Boren · США — Gail Brodsky                              | 6:2, 6:3         |
| 9.  | 13 Июля 2019     | США Honolulu                     | ITF $60.000       | Твердое  | США — Jamie Loeb            | США — Usue Maitane Arconada · США — Caroline Dolehide               | 6:4, 6:4         |
| 10. | 28 Сентября 2019 | Узбекистан WTA Taschkent         | WTA International | Твердое  | Бразилия — Luisa Stefani    | Словения — Dalila Jakupović · США — Sabrina Santamaria              | 6:3, 7:6         |
| 11. | 9 Ноября 2019    | Чили Colina                      | ITF $60.000       | Грунт    | Бразилия — Luisa Stefani    | Казахстан — Anna Danilina · Швейцария — Conny Perrin                | 5:7, 6:3, [10:6] |
| 12. | 1 Февраля 2020   | США Newport Beach                | WTA Challenger    | Твердое  | Бразилия — Luisa Stefani    | Бельгия — Marie Benoît · Франция — Jessika Ponchet                  | 6:1, 6:3         |
| 13. | 16 Августа 2020  | США WTA Lexington                | WTA International | Твердое  | Бразилия — Luisa Stefani    | Чехия — Marie Bouzková · Швейцария — Jil Teichmann                  | 6:1, 7:5         |